# Іден (Північна Кароліна)
Іден (англ. Eden) — місто (англ. city) в США, в окрузі Рокінґгем штату Північна Кароліна. Населення — 15 421 особа (2020).

## Географія
Іден розташований за координатами 36°30′11″ пн. ш. 79°44′24″ зх. д. / 36.50306° пн. ш. 79.74000° зх. д. (36.503042, -79.740020).  За даними Бюро перепису населення США в 2010 році місто мало площу 35,30 км², з яких 34,89 км² — суходіл та 0,42 км² — водойми.

## Демографія
Згідно з переписом 2010 року, у місті мешкало 15 527 осіб у 6645 домогосподарствах у складі 4100 родин. Густота населення становила 440 осіб/км².  Було 7796 помешкань (221/км²).
Расовий склад населення:
| - 71,2 % — білих - 23,8 % — чорних або афроамериканців - 0,7 % — азіатів - 0,4 % — корінних американців - 0,2 % — вихідців з тихоокеанських островів - 1,8 % — осіб інших рас |

До двох чи більше рас належало 1,9 %. Частка іспаномовних становила 4,8 % від усіх жителів.
За віковим діапазоном населення розподілялося таким чином: 22,9 % — особи молодші 18 років, 59,0 % — особи у віці 18—64 років, 18,1 % — особи у віці 65 років та старші. Медіана віку мешканця становила 41,2 року. На 100 осіб жіночої статі у місті припадало 84,2 чоловіків;  на 100 жінок у віці від 18 років та старших — 79,8 чоловіків також старших 18 років.
Середній дохід на одне домашнє господарство  становив 38 775 доларів США (медіана — 28 960), а середній дохід на одну сім'ю — 44 414 долари (медіана — 35 625). Медіана доходів становила 32 559 доларів для чоловіків та 28 263 долари для жінок. За межею бідності перебувало 28,5 % осіб, у тому числі 43,7 % дітей у віці до 18 років та 14,1 % осіб у віці 65 років та старших.
Цивільне працевлаштоване населення становило 5398 осіб. Основні галузі зайнятості: освіта, охорона здоров'я та соціальна допомога — 22,0 %, виробництво — 20,2 %, роздрібна торгівля — 15,8 %.